# Wilson (Ohio)
Pour les articles homonymes, voir Wilson.
Wilson est un village américain situé dans les comtés de Belmont et de Monroe, dans l'Ohio. Selon le recensement de 2010, sa population est de 125 habitants.